# Ленинский (Пуховичский район)
Ленинский (бел. Ле́нінскі; до 1920-х годов — часть деревни Озеричино (бел. Азяры́чына)) — деревня в Пуховичском районе Минской области Республики Беларусь. Входит в состав Новопольского сельсовета.

## География
Ближайшие населённые пункты Озеричино, Шелеги, Товарские, Замостье, Культура и др.

### Гидрография
На правом берегу реки Птичь (приток Припяти).

## История

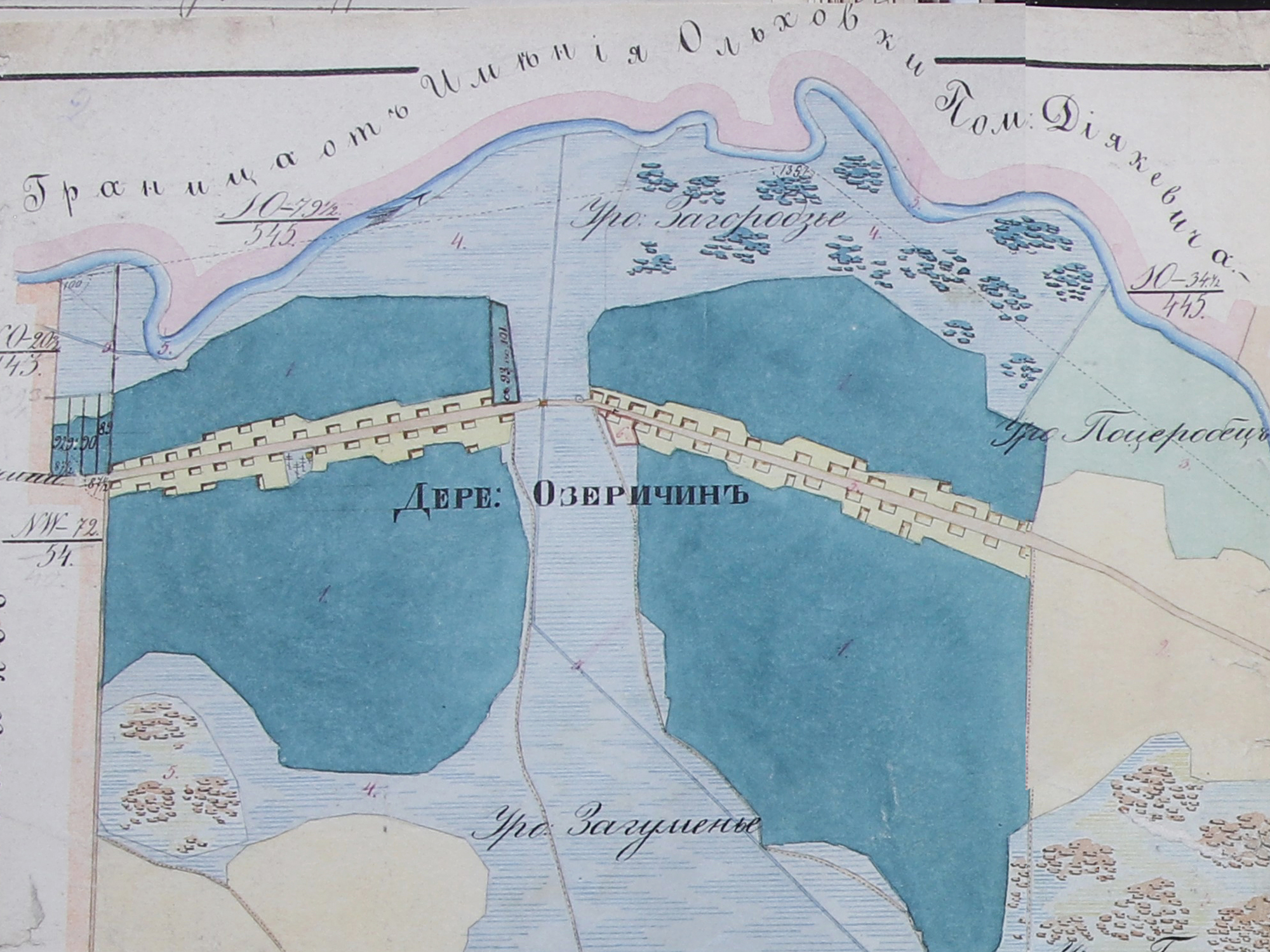
Озеричино на плане 1867 года.

Деревня основана в 1920-е годы из-за разделения деревни Озеричино, изначально имела статус посёлка.
Во Вторую мировую войну с конца июня 1941 года до начала июля 1944 года оккупирована нацистской Германией. Действовало советское подполье, советская партизанская бригада «Беларусь».
Во время карательных немецких операций в июле 1943 года и марте 1944 года были сожжены все 40 домов.
После войны посёлок восстановлен.
24 ноября 1966 года к деревне присоединены территории упразднённых посёлка Речки и деревни Островки Узлянского сельсовета.

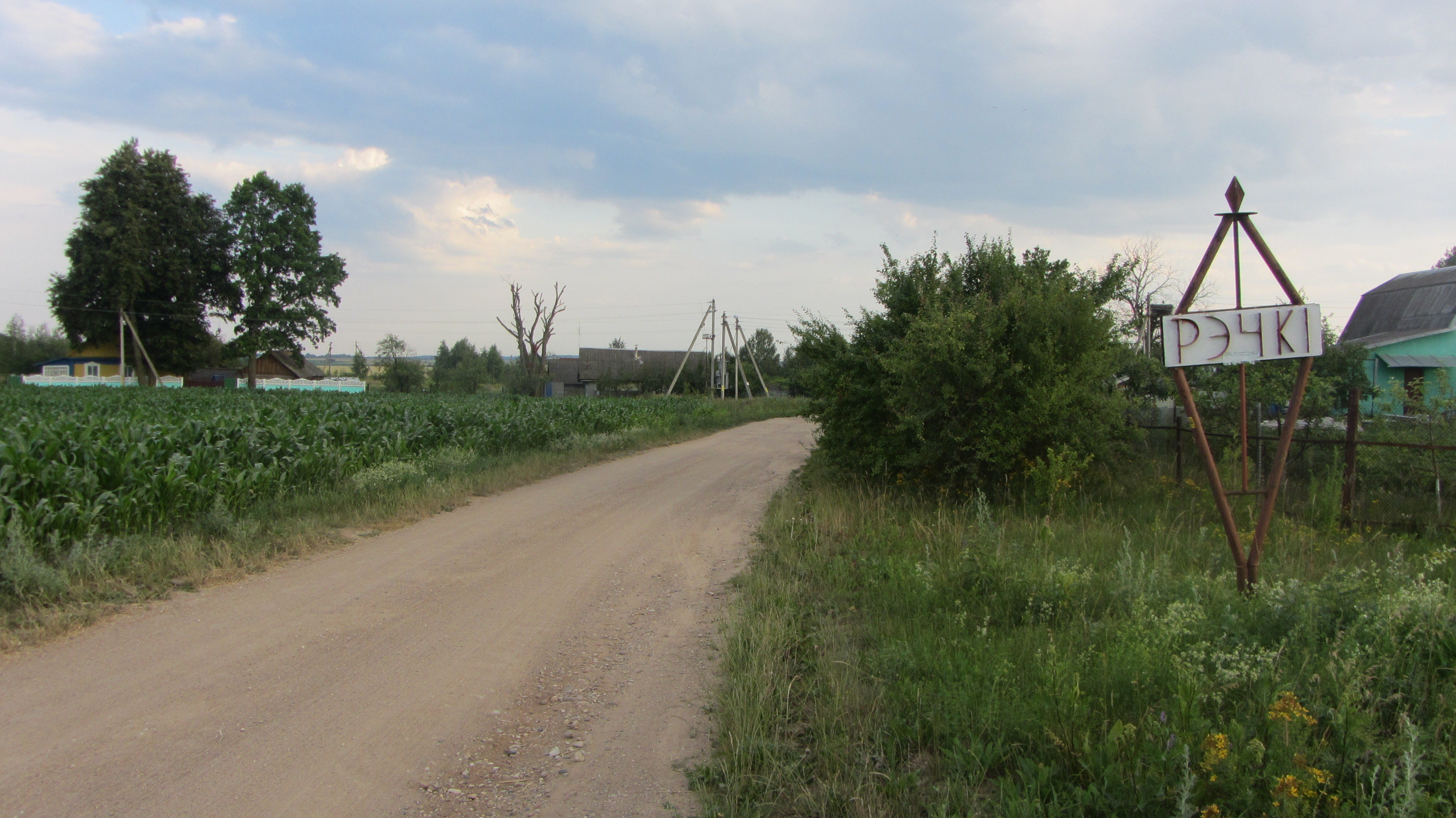
Упразднённый посёлок Речки

До 28 мая 2013 года деревня входила в состав Узлянского сельсовета.

## Население

### Численность
- 2019 год — 37 жителей

### Динамика
- 1999 год — 83 жителей
- 2002 год — 41 двор, 68 жителей
- 2009 год — 43 жителей (перепись населения)[3]
- 2019 год — 37 жителей (перепись населения)

## Улицы
- Кички
- Немига
- Речки
- Соловьиная

## Достопримечательность
- Часовня. Расположена при въезде в деревню. Построена Алесем Гурковым в честь 2000-летия христианства.

## Галерея

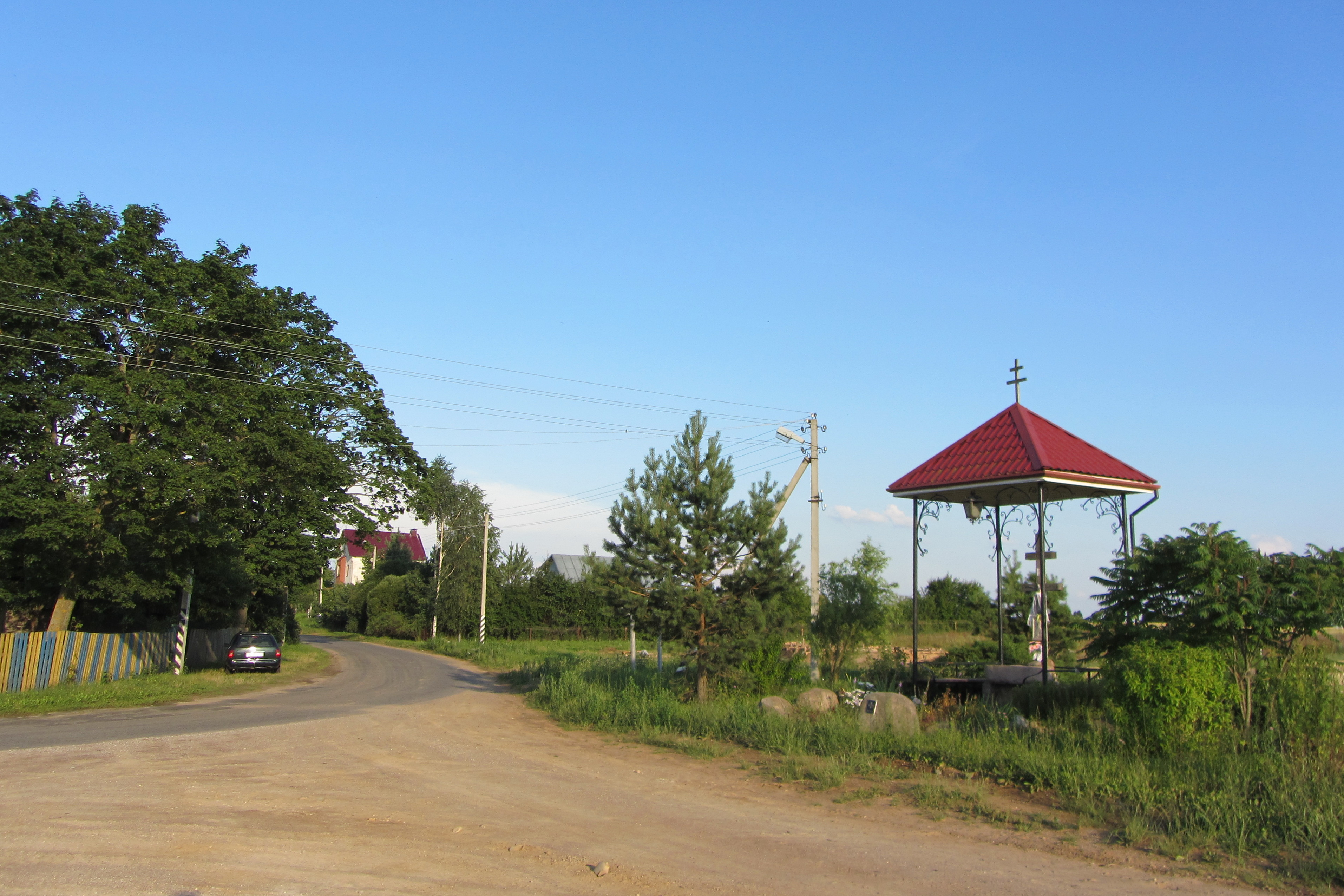
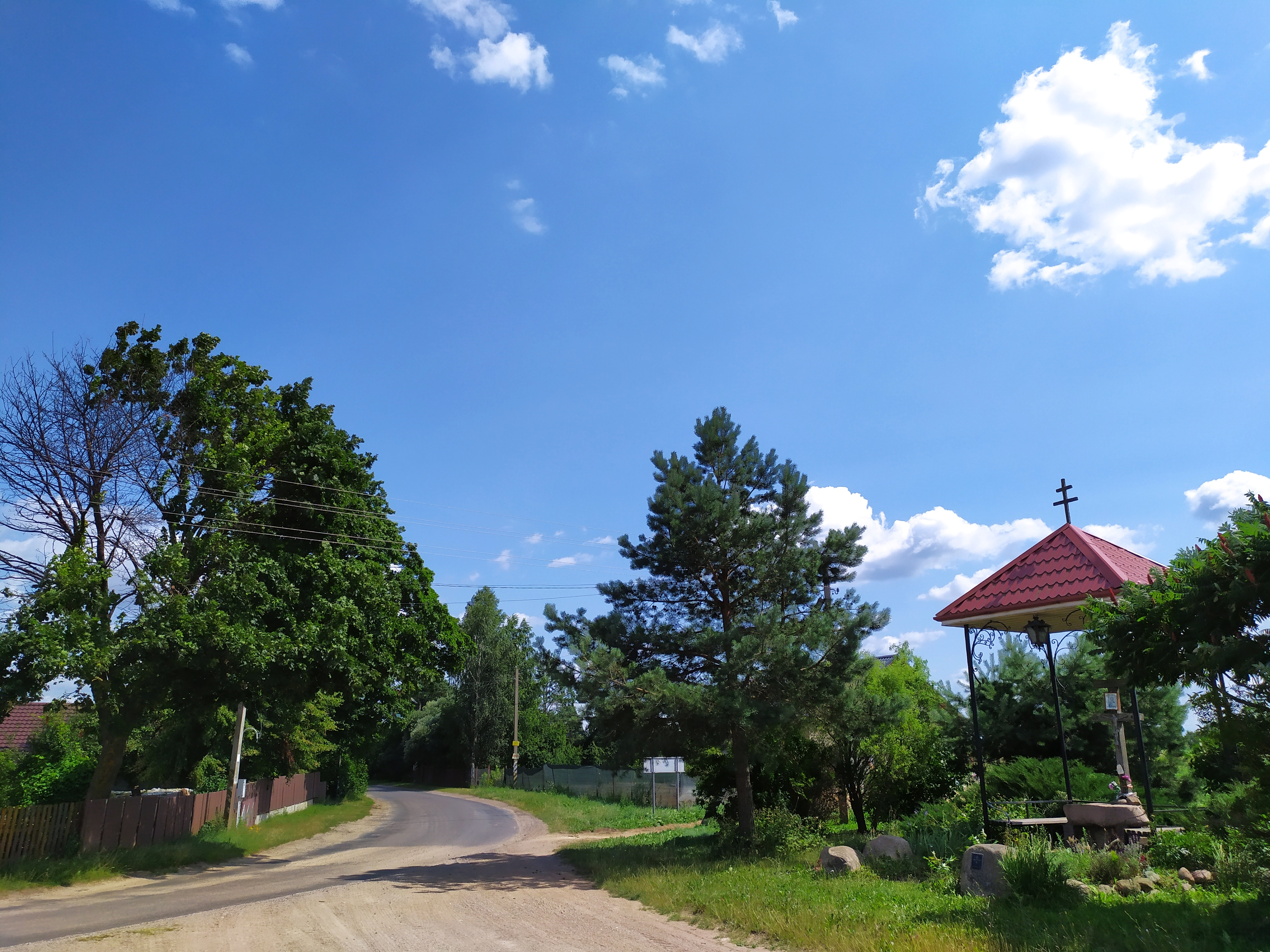
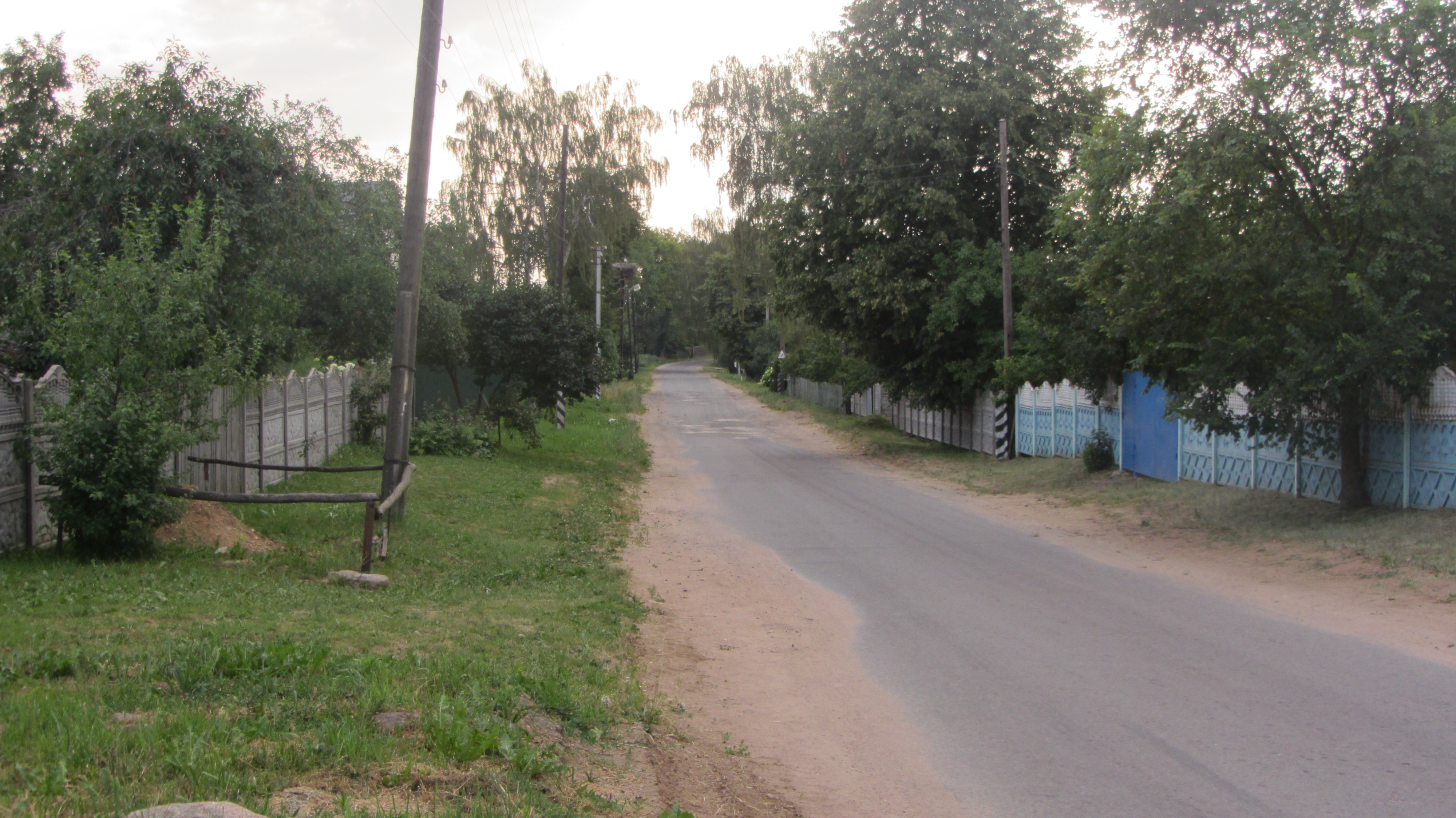
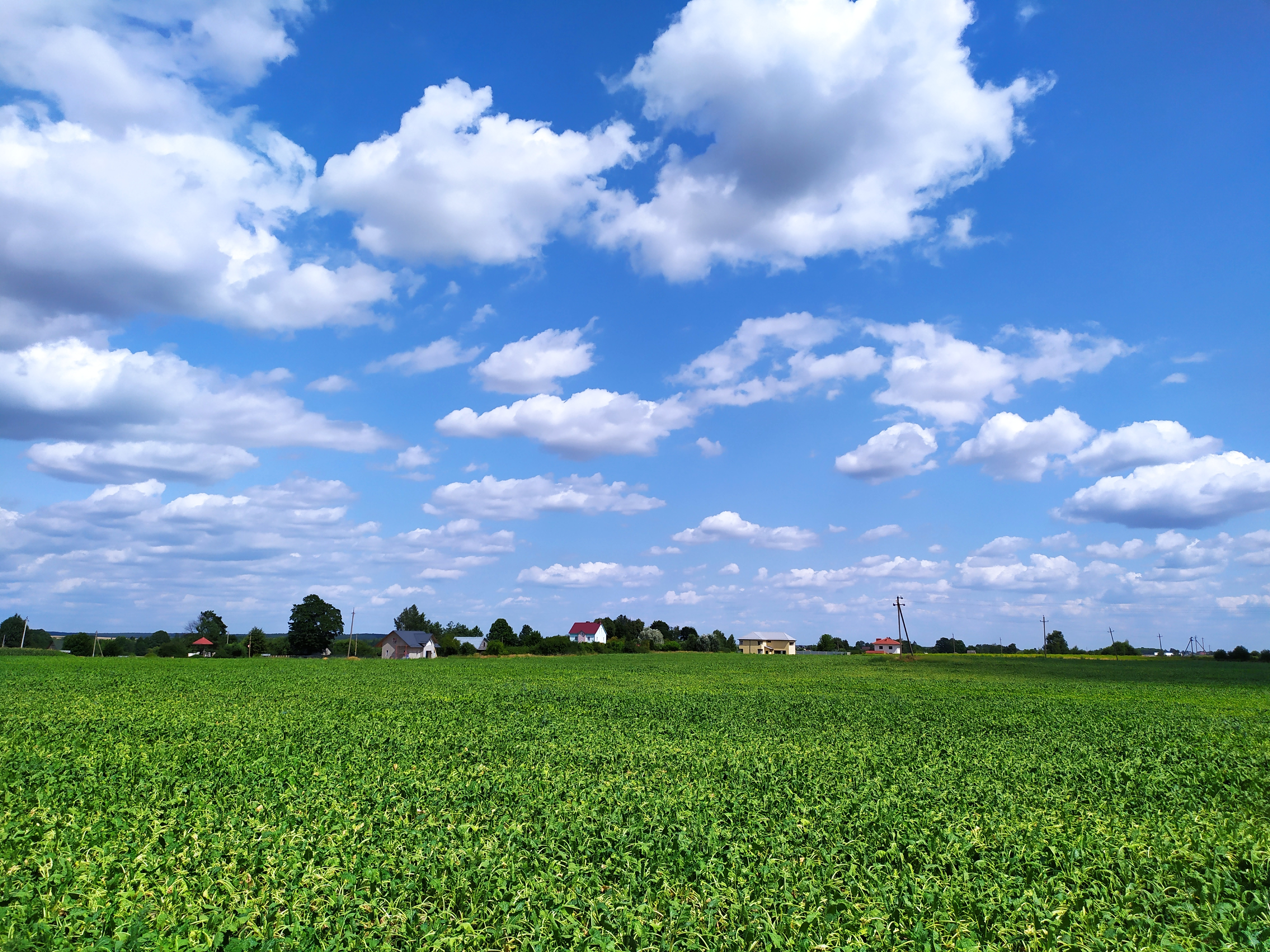
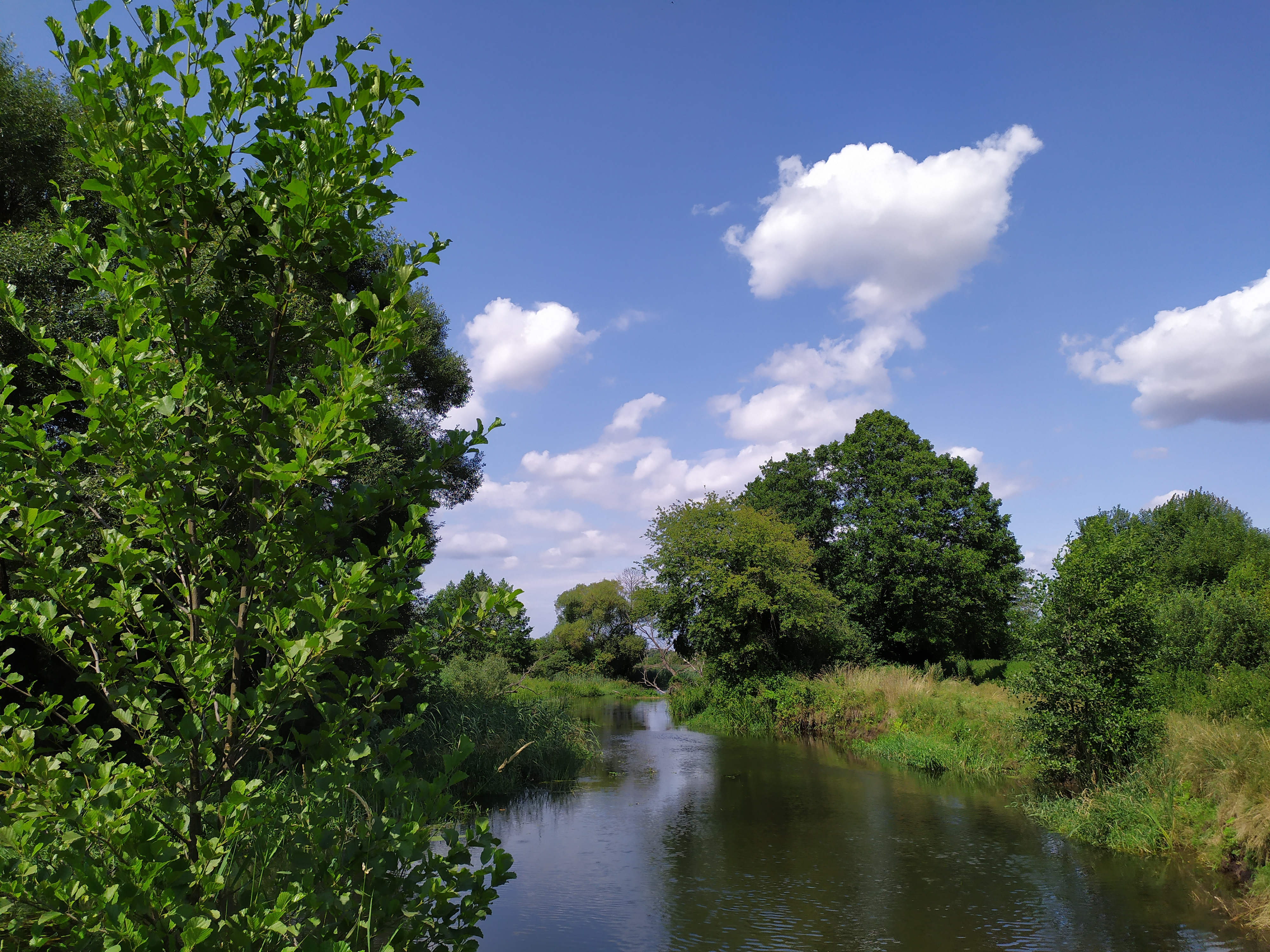
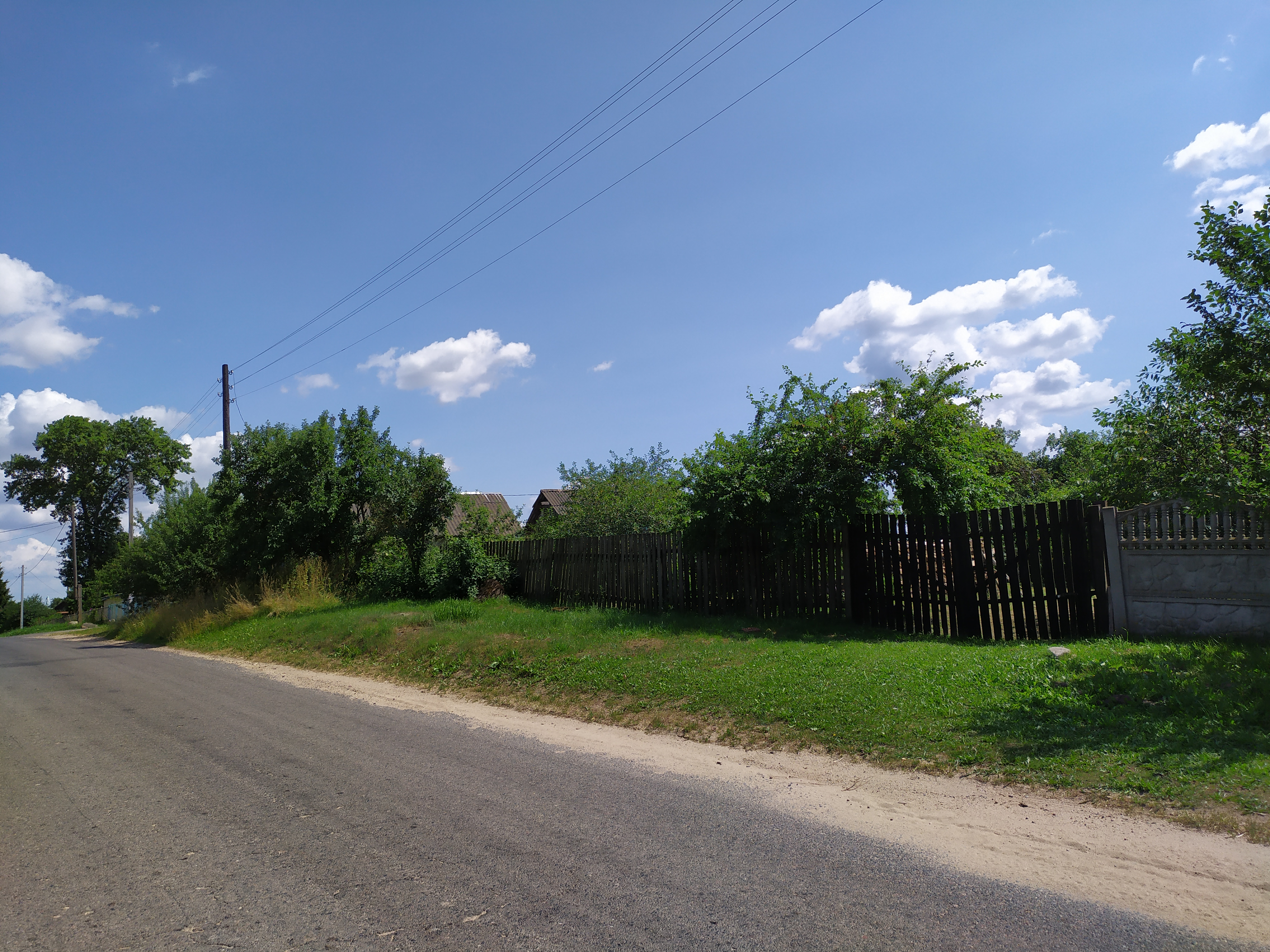